# Curació de la sogra de Pere
La curació de la sogra de Pere és un dels miracles de Jesús que apareix a tres dels evangèlics canònics (Mateu 8:14-17, Marc 1:29-34 i Lluc 4:38-41) La història apareix representada sovint en l'art religiós posterior.

## Narració
Jesús arriba a casa de Pere i es troba la mare de la seva dona al llit, amb una febre molt alta. Només tocant-la, la malaltia remet i la dona pot llevar-se i fer vida normal.

## Interpretació
En aquest miracle es veu la compassió de Jesús: vol ajudar la gent estimada, en aquest cas una parenta del seu deixeble. Posant aquesta història al costat d'altres miracles públics, els evangelistes fan èmfasi que la caritat de Jesús arriba a tothom: coneguts o no.
La curació, com en altres casos, es fa mitjançant la imposició de les mans, només que en aquest relat no hi ha ni una petició expressa de l'afectada ni paraules sanadores.